# 楊榮
杨荣（1371年—1440年），原名子荣，字勉仁，福建建寧府建安縣（今福建省建甌市房道镇沶村村）人。明朝內閣首輔、工部尚書兼謹身殿大學士，與楊士奇、杨溥共稱“三楊”，其為“東楊”，是永乐盛世、仁宣之治的締造者之一。谥文敏。

## 生平

### 建文、永樂年間
建文元年（1399年），楊子榮考中己卯科福建鄉試第一名舉人。次年聯捷庚辰科二甲第三名進士，授翰林院編修。燕王朱棣起兵攻入應天府后，楊子榮迎謁問朱棣：“殿下先謁陵乎，先即位乎？”朱棣聽後促騎馬謁陵，子榮遂得賞識。
明成祖即位后，他直入文淵閣，并改名楊榮。當時內閣一共七人，楊榮年紀最少且警敏。一日，寧夏急報被圍，朱棣急召內閣商議，而當時只有楊榮值班，於是朱棣示其奏報。楊榮則稱：“寧夏城堅固，人人都習武，況且奏摺已經過去十日，現在圍困肯定已解。”到半夜，果然解圍的奏報抵達。明成祖因此大贊楊榮。江西發生盜亂，朝廷派遣使者招撫，之後又派都督韓觀派兵隨後跟上。后招撫的奏報抵達，朱棣欲賞賜韓觀。楊榮則勸阻：“計發奏時，觀尚未至，不得論功。”朱棣日益器重他，之後升至侍講。儲君確立后，晉升爲右諭德，仍然兼任翰林院職位，賜二品服。朱棣為人威嚴，與大臣議事未決時或會發怒。而楊榮每次趕到即解決事情。
永樂五年（1408年），楊榮奉命趕往甘肅處理軍務，沿途記錄山川形勢，考察軍隊百姓，并檢查城堡守衛，還奏武英殿。當時正值盛暑，成祖大悅，并親自為楊榮切西瓜。不久，楊榮晋右庶子，仍兼任原職。次年，因父喪歸里，下葬後隨即再起。次年，楊榮因母喪乞歸，成祖以北巡時間急迫而不予批准，并命其與胡廣、金幼孜隨行。甘肅總兵官何福稱脫脫不花等請降，楊榮再赴甘肅，偕同何福受降，并持節即軍中封何福為寧遠侯。之後趕往寧夏，與寧陽侯陳懋規畫邊疆事務，回朝后奏請十事，均得到成祖批准採納。
永樂八年（1411年），楊榮隨成祖北征，抵達臚朐河，解決兵餉問題。次年，乞求回籍奔喪，成祖命中官護行。楊榮返回后，成祖問及福建民情及當年豐歉，楊榮具對。之後，奉旨在文華殿侍奉諸位皇孫讀書。永樂十年，甘肅守臣宋琥進言，蒙古有叛亂恐為邊疆後患。朱棣於是派遣楊榮抵達陝西，與豐城侯李彬探討進兵方略。楊榮回朝后奏報：“冬天並非出兵時候，且有罪的人不過數人，不宜出兵。”朱棣於是接受其言，叛者也投降了。次年，楊榮與胡廣、金幼孜再次跟從成祖北巡。再一年，北征瓦剌，皇太孫朱瞻基隨行。朱棣命楊榮在軍中給朱瞻基講說經史，兼領尚寶事。之後朱棣下令，凡是宣詔出令以及旗志符驗，必須經過楊榮奏報才得以發送。永樂十四年，其與金幼孜俱進翰林學士，仍兼庶子，跟從返回京師。明年，再次跟隨朱棣親征。
永樂十六年（1419年），胡廣去世，楊榮掌管翰林院事，朝中大臣多有嫉妒楊榮，并欲疏遠，共同舉薦其擔任國子監祭酒。朱棣則表示不可，諸位大臣不再敢言。兩年后，他晋升為文淵閣大學士，仍然兼任翰林學士。次年，跟隨朱棣遷都北京。永樂二十年，再次跟隨北征出塞，還師后，朱棣勞賞將士，分四等賜宴，楊榮、金幼孜列前席、受上賞。不久，再次征討阿魯台，有人請調用建文時江西所集民兵，朱棣諮詢楊榮，他對答到：“陛下許諾百姓復業剛二十年，一旦再征用，恐怕難以示信于天下。”朱棣遂打消此法。次年，跟隨出塞，軍務均委託楊榮，朱棣稱其為“楊學士”而不直呼其名。又過一年，楊榮再次跟隨北征，當時朱棣已經五次親征，士兵飢凍，饋運不繼，死者十有二三。明軍抵達答蘭納木兒河，仍然不見敵軍。朱棣問群臣是否繼續前進，大臣紛紛唯唯諾諾，只有楊榮、金幼孜進言班師回朝。朱棣遂同意。
部隊撤退到榆木川，朱棣駕崩。中官馬雲等人不知所措，只能與楊榮、金幼孜進入御幄商議。兩人則稱，部隊現在在外，離京師尚遠，應該秘不發喪。以禮入斂、熔錫為椑，載置於輿中。而每日的進膳則如常，但日益嚴厲軍令，使人無法預測。此外楊榮與少監海壽率先馳入南京告訴太子朱高炽訃告。抵達后，朱高炽命其與蹇義、楊士奇急議籌備事項。
另在永樂末期，江浙四川有賊亂，臣議發兵平定。當時朱棣在塞外，奏摺抵達后朱棣拿給楊榮看。他表示：“愚民因官員而受苦，不得已相聚自保。如果派兵，只會使其更團結而不宜解決問題。應當派使招撫，不應當再發兵。”朱棣聽從，之後果然平定盜患。楊榮雖然論事激烈，不能容忍他人過錯。但遇到他人觸怒明成祖，其往往能夠以微言導帝意，使問題得以解決。夏原吉、李時勉等人得以不死，都御史劉觀得以免除戍邊，都仰賴于楊榮之力。

### 洪熙、宣德年間
明仁宗即位后，楊榮晋升為太常卿。之後再進太子少傅、謹身殿大學士。不久，再晋升工部尚書，食三份俸祿（太常寺、大學士、工部）。當時楊士奇、黃淮均辭去尚書的俸祿。楊榮、金幼孜亦固辭，不被批准。
宣德元年，明宣宗即位不久，漢王朱高煦即起兵謀反。宣宗召見楊榮商討對策，楊榮率先請宣宗帥部親征，稱：“對方認為陛下剛立，肯定不會自己出行。現在我們出其不意，以天威降臨，事無不成。”宣宗於是同意此法，抵達樂安后，朱高煦投降。部隊還師后，以決策論功，楊榮受上賞，賜五枚銀章。宣德三年，跟從宣宗北巡邊界，抵達遵化時，聽聞兀良哈將騷擾邊界，宣宗於是留下隨從文臣，獨命楊榮跟從。於是率輕騎出擊喜峰口，破敵而還。兩年后，晋升楊榮為太子少傅，楊榮因此辭去大學士俸祿。宣德九年，再次跟隨宣宗北巡邊界，抵達洗馬林后班師。
自明成祖攻佔交阯（現越南）并設置交阯布政使司后，該地區屢次叛變。明朝屢次發兵征討均戰敗。交阯黎利派人偽請立陳氏後人。宣宗也厭惡兵戰，預備答應其請求。英國公張輔、戶部尚書蹇義等大臣以下數人都稱，賜其無名，反而只會示弱于天下。宣宗於是召見楊士奇、楊榮商議，兩人力言稱：“陛下體恤百姓，不是無名之舉；漢朝放棄珠崖郡，史書都以此為美談，不是示弱。請許其方便。”於是宣宗下令命選擇使者出使交阯。從此，明朝放棄交阯并罷兵，每年省出軍費上億兩。

### 正統年間
明英宗即位后，明廷仍然倚重楊榮如故。正統三年，其與楊士奇共進少師。兩年后，乞求歸展墓，英宗命中官護送。在抵達武林驛時去世。贈太師，諡文敏，世代襲都指揮使。

## 著作
楊榮為四朝元老，能謀善斷。因進諫有方、處事大體，所以恩寵能夠始終不變。其擔任《明太祖實錄》的重修以及《明太宗實錄》、《明仁宗實錄》、《明宣宗實錄》的總裁官。此外，其還著有《后北征记》、《杨文敏集》等。